# Ferdinando Petruccelli della Gattina
Ferdinando Petruccelli della Gattina (28 de agosto de 1815 – 29 de marzo de 1890) fue un periodista, revolucionario, novelista y político italiano.

## Actividad
Considerado uno de los periodistas más grandes del siglo XIX, se le recuerda sobre todo por su labor como correponsal de guerra. Entre otros acontecimientos, cubrió la Expedición de los Mil (1860) y la Comuna de París (1871). 
Escribió para varios periódicos italianos y también del extranjero. Colaboró en Italia con "Omnibus", "Raccoglitore Fiorentino", "Cronaca bizantina" y "Nuova Antologia"; en Francia con "La Presse", "Journal des débats", "Libre recherche", "Courrier Français" y "Revue de Paris"; en Gran Bretaña con "Daily News", "The Daily Telegraph" y "The Cornhill Magazine"; en Bélgica con "Indépendance Belge". 
Participó en las revoluciones en Nápoles contra de los Borbones (1848) y en Francia al lado de los republicanos contra de Luis Napoleón Bonaparte, durante el golpe de Estado de 1851. 
Después de la unificación de Italia, fue un miembro del parlamento italiano como representante de la izquierda. Fue observador agudo de las costumbres políticas italianas y también un prolífico novelista, centrado principalmente en temas religiosos. Su novela más conocida es Las memorias de Judas.

## Obras
- Malina di Taranto (1843)
- Ildebrando (1847)
- La rivoluzione di Napoli del 1848 (1850)
- Storie arcane del pontificato di Leone XII, Gregorio XVI e Pio IX (1861)
- I moribondi del Palazzo Carignano (1862)
- Il Re dei Re, rifacimento dell'Ildebrando (4 voll., 1864)
- Histoire diplomatique des conclaves (4 voll., 1864-66)
- Pie IX, sa vie, son règne, l'homme, le prince, le pape (1866)
- Il concilio (1869)
- Las Memorias de Judas (1870)
- Le notti degli emigranti a Londra (1872)
- Gli incendiari della Comune (1872)
- Il re prega (1874)
- Il sorbetto della regina (1875)
- Le larve di Parigi (1877)
- I suicidi di Parigi (1878)
- Giorgione (1879)
- Imperia (1880)
- Il conte di Saint-Christ (1880)
- Memorie del colpo di stato del 1851 a Parigi (1880)
- I fattori e i malfattori della politica europea contemporanea (2 voll., 1881-84)
- Storia d'Italia dal 1866 al 1880 (1881)
- Storia dell'idea italiana (1882)
- Memorie di un ex deputato (1884)
- I pinzoccheri (2 voll., 1892)